# Luís Filipe Rocha
Luís Filipe Rocha (* 16. November 1947 in Lissabon) ist ein Regisseur und Schauspieler des portugiesischen Films.

## Werdegang
Während seines Jurastudiums an der Universität Lissabon (Abschluss 1971) war er Schauspieler, Regieassistent und Dramaturg der Studentenschauspielgruppe Grupo Cénico da Associação de Estudantes (1967–1971). 1970 besuchte er die Schauspielkurse von Adolfo Gutkin in der Gulbenkian-Stiftung, bevor er für José Fonseca e Costa 1971 in O Recado vor der Kamera stand, einem Schlüsselfilm des Neuen Portugiesischen Films, dem Novo Cinema. Nach verschiedenen Tätigkeiten in Kino und Theater in den Jahren 1973/1974 in Brasilien, schloss er sich dem Filmkollektiv Cinequanon an, für das er Fernsehfilme für das öffentlich-rechtliche Fernsehen RTP drehte.
Nach seiner Regieassistenz 1975 bei Peter Lilienthals Es herrscht Ruhe im Land („Reina a Tranquilidade“) drehte er für das Instituto Português de Cinema (dem heutigen ICA) seinen ersten eigenen Film. Barronhos wurde 1976 veröffentlicht und ist ein im Geist der Nelkenrevolution gedrehter sozialkritischer Film über einen Mordfall in einer der damaligen Wellblechsiedlungen am Rande Lissabons.
1977 gründete er die Produktionsfirma Prole Filme. Mit Das Dorf Cerromaior („Cerromaior“, 1981) verfilmte er den Roman Manuel da Fonsecas, und drehte mit Sinais de Vida („Lebenszeichen“, 1984) einen, vom Werk Jorge de Senas inspirierten Film, der Dokumentation und Fiktion zu verbinden versuchte. Während Cerromaior viel Lob bekam (u. a. Preise bei den Festivals von Figueira da Foz und Huelva), wurde Sinais de Vida sein einziger finanzieller und cineastischer Misserfolg, und er ging für einige Jahre nach Macau. Nach seiner Rückkehr führte er Regie bei Amor e Dedinhos de Pé („Liebe und kleine Zehen“, 1992), seiner Verfilmung des gleichnamigen Romans des macaustämmigen Schriftstellers Henrique de Senna Fernandes (* 1923). Seine folgende Regiearbeit, die Verfilmung von Jorge de Senas Roman Sinais de Fogo („Feuerzeichen“), ist einer der wenigen Filme, die sich mit Portugal zur Zeit des Spanischen Bürgerkriegs und seines sich gerade konsolidierenden Salazar-Regimes befassen. Eine Gruppe Jugendlicher verbringt im Seebad Figueira da Foz die Sommerferien, während die mühsam gefilterten offiziellen Nachrichten aus Spanien für Unruhe unter ihnen sorgen, und einige zu mutigen Engagements abseits der offiziellen Politik bringt. Mit seinem folgenden Film, dem auf den Azoren gedrehten Vater-Sohn-Drama Adeus, Pai („Auf Wiedersehen, Vater“), hob er sich 1996 weiter von dem Werk zeitgenössischer portugiesischer Regisseure ab, in dem er sich nicht auf die sozialen Aspekte konzentrierte, sondern auf die familieninternen Kommunikationsschwierigkeiten.
Nach einem Thriller 2001, der sich des Falles des 1980 unter ungeklärten Umständen bei Camarate verunglückten Ministerpräsidenten Francisco Sá Carneiro annahm, beschäftigte sich Rocha 2003 in A Passagem da Noite („Das Verstreichen der Nacht“) unter anderem wieder mit der Kommunikationsbarriere zwischen Jugendlichen und der Welt der Erwachsenen. Die 17-jährige Mariana wird Opfer einer Vergewaltigung durch einen Drogenabhängigen. Aus Wut, Scham, und Angst vor fehlendem Verständnis, versucht sie die Schwangerschaft zu verheimlichen, und steht bald in einem enormen inneren Gewissenskonflikt, als ihr Vergewaltiger zu Unrecht eines Mordes beschuldigt wird, der begangen wurde, als die Vergewaltigung stattfand. Der Film wurde beim Mittelmeer-Filmfestival in Valencia 2004 für Drehbuch und Regie ausgezeichnet.
Sein folgender, 2007 veröffentlichter Film A Outra Margem („Das andere Ufer“) war für verschiedene Filmpreise nominiert, so beim World Film Festival in Montréal und für einen Globo de Ouro 2008 in Portugal, und beim Filmfestival Guadalajara in Mexiko, wo er den Publikumspreis gewann. Der Film zeigt den Umgang der Mehrheits-Gesellschaft mit Randgruppen, am Beispiel eines depressiven Transvestiten, einem lebenslustigen, an Down-Syndrom leidenden 17-Jährigen und einer ledigen Mutter.

## Rezeption
Als einer der wenigen Akteure des Cinema Novo und des Portugiesischen Films allgemein, kam Luís Filipe Rocha nicht aus der Filmklub-Bewegung, und war weder Werbefilmer, noch Filmkritiker. Als Schauspieler beschränkte er sich bald auf gelegentliche Nebenrollen, mehr aus Gefälligkeit, während er in seinen Regiearbeiten eine eigene Handschrift entwickelte. Seine Filme wurden, mit einer Ausnahme, durchweg wohlwollend von der Kritik aufgenommen, und erhielten in der Folge häufig internationale Anerkennung. Sie zeichnen sich durch gelungene Schauspielerführung, eine präzise, ruhige Fotografie und durch konsistente Drehbücher aus, die im portugiesischen Kino nicht selbstverständlich sind.

## Filmografie
| - 1976: Barronhos - 1976: A Fuga (auch Drehbuch und Schnitt) - 1981: Das Dorf Cerromaior (Cerromaior) (auch Drehbuch) - 1984: Sinais de Vida (auch Drehbuch und Schnitt) - 1992: Amor a Dedinhos de Pé (auch Drehbuch) - 1995: Feuerzeichen (Sinais de Fogo) (auch Drehbuch) - 1996: Adeus, Pai (auch Drehbuch) - 2001: Camarate (auch Drehbuch) - 2003: A Passagem da Noite (auch Drehbuch) - 2007: A Outra Margem (auch Drehbuch) | - 1972: O Recado; R: José Fonseca e Costa - 1994: Ein ganz normales Leben (Uma Vida Normal); R: Joaquim Leitão - 1995: Adão e Eva; R: Joaquim Leitão - 1997: Tentação; R: Joaquim Leitão - 1999: Inferno; R: Joaquim Leitão - 2004: No Can Do; R: Sal Nunkachov Kurzfilm - 2008: Entre os Dedos; R: Tiago Guedes, Frederico Serra |